# 최동호 (시인)
최동호(崔東鎬, 1948년 8월 26일~)는 대한민국의 시인이다.
고려대학교 명예교수이며, 제41대 한국시인협회 회장 및 제1대 황순원학회 회장, 한국문학번역원 이사, 제24대 고려대학교 대학원 원장을 역임했다.

## 수상 내역
- 1985년: 대한민국문학상 평론상
- 1991년: 소천비평문학상
- 1996년: 제1회 시와시학상 평론상
- 1996년: 현대불교문학상
- 1999년: 편운문학상
- 2009년: 고산문학상
- 2009년: 혜산 박두진 문학상
- 2013년: 제11회 유심작품상
- 2021년: 제15회 김삿갓문학상
- 2021년: 제18회 제니마 문학상
- 2022년: 제34회 정지용문학상